# Сьлеповрони (Плонський повіт)
Сьлеповрони (пол. Ślepowrony) — село в Польщі, у гміні Сохоцин Плонського повіту Мазовецького воєводства.
Населення — 148 осіб (2011).
У 1975-1998 роках село належало до Цехановського воєводства.

## Демографія
Демографічна структура станом на 31 березня 2011 року:
|          | Загалом | Допрацездатний вік | Працездатний вік | Постпрацездатний вік |
| -------- | ------- | ------------------ | ---------------- | -------------------- |
| Чоловіки | 73      | 19                 | 46               | 8                    |
| Жінки    | 75      | 17                 | 43               | 15                   |
| Разом    | 148     | 36                 | 89               | 23                   |